# Каргат (річка)
Каргат — річка в Новосибірської області, права притока Чулима, належить до басейну озера Чани.
Довжина річки 387 км, площа водозбірного басейну — 7210 км.
На річці розташовані місто Каргат, сільські поселення Верх-Каргат і Здвінськ.

## Етимологія
Про походження гидронима немає єдиної точки зору. Можливо, назва походить з тюркської «коргат» — «змусити захищати», тобто «річка, яка захищає». У місця, де були густі ліси, бігло населення податкових округів, щоб сховатися там і не платити податків.

## Географія
Річка витікає з озера Каргатьонок на висоті 139 м в південній частині Васюганська боліт. Від витоку тече на південний захід (паралельно Чулимо). Цей напрямок течії зберігає протягом усіх 387 км. Велика частина басейну річки знаходиться в зоні Барабской степу. Річка впадає в Чулим в районі села Чулим. Висота гирла — 106 м над рівнем моря.
Людство з листопада і до кінця квітня.
В середині течії знаходиться місто Каргат, названий по імені річки. Там же річка перетинається Транссибірської залізничної магістраллю (ділянка Омськ-Новосибірськ) і автодорогою М51.